# Spenglerův pohár 2007
81. ročník Spenglerova poháru se uskutečnil od 26. do 31. prosince 2007. Všechny zápasy se hrály v hale Vailant Areně v Davosu. Vítězem se stala Kanada.

## Účastníci
- Kanada - tým složený z Kanaďanů hrajících v Evropě
- HC Davos - hostitel
- Adler Mannheim
- HC Moeller Pardubice
- Salavat Julajev Ufa

## Základní část

### Tabulka
| Tým                  | Z | V | VP | PP | P | VG | IG | B |
| -------------------- | - | - | -- | -- | - | -- | -- | - |
| Kanada               | 4 | 3 | 1  | 0  | 0 | 17 | 9  | 8 |
| Salavat Julajev Ufa  | 4 | 2 | 0  | 0  | 2 | 18 | 10 | 4 |
| Adler Mannheim       | 4 | 2 | 0  | 0  | 2 | 10 | 15 | 4 |
| HC Moeller Pardubice | 4 | 1 | 0  | 1  | 2 | 9  | 14 | 3 |
| HC Davos             | 4 | 1 | 0  | 0  | 3 | 11 | 17 | 3 |

### Zápasy
| 26. prosince 2007 15:00 | Adler Mannheim | 3–2             | HC Davos | Vaillant Arena |
|                         | Adler Mannheim | (2:0, 0:1, 1:1) | HC Davos |                |

| Souhrn zápasu | Souhrn zápasu                                | Souhrn zápasu | Souhrn zápasu                                           | Souhrn zápasu |
| ------------- | -------------------------------------------- | ------------- | ------------------------------------------------------- | ------------- |
|               | 29:58' Alexandre Daigle 51:36' Michel Riesen |               | 3:17' Jeff Shantz 12:55' Marcus Kink 48:51' René Corbet |               |

| 26. prosince 2007 20:15 | Kanada | 4–3 SN               | HC Moeller Pardubice | Vaillant Arena |
|                         | Kanada | (0:1, 3:1, 0:1, 0:0) | HC Moeller Pardubice |                |

| Souhrn zápasu | Souhrn zápasu                                                 | Souhrn zápasu | Souhrn zápasu                                               | Souhrn zápasu |
| ------------- | ------------------------------------------------------------- | ------------- | ----------------------------------------------------------- | ------------- |
|               | 22:51' Ric Jackman 27:35' Kirby Law 32:57' Jean-Pierre Vigier |               | 15:53'Libor Pivko 22:18' Tomáš Rolinek 48:35' Michal Tvrdík |               |

| 27. prosince 2007 15:00 | HC Moeller Pardubice | 0–5             | Salavat Julajev Ufa | Vaillant Arena |
|                         | HC Moeller Pardubice | (0:1, 0:2, 0:2) | Salavat Julajev Ufa |                |

| Souhrn zápasu | Souhrn zápasu | Souhrn zápasu | Souhrn zápasu | Souhrn zápasu |
| ------------- | ------------- | ------------- | --- | ------------- |
|               |               |               | 8:08' Alexandr Perežogin 34:34' Ruslan Nurtdinov 37:38' Alexandr Perežogin 42:23' Vitalij Proškin 50:51' Igor Volkov |               |

| 27. prosince 2007 20:15 | HC Davos | 2–6             | Kanada | Vaillant Arena |
|                         | HC Davos | (1:1, 1:2, 0:3) | Kanada |                |

| Souhrn zápasu | Souhrn zápasu                          | Souhrn zápasu | Souhrn zápasu | Souhrn zápasu |
| ------------- | -------------------------------------- | ------------- | --- | ------------- |
|               | 13:59' Mike Maneluk 24:17' Josef Marha |               | 8:36' Mike Siklenka 27:19' Yannick Tremblay 30:43' Andre Benoit 40:47' Jean-Pierre Vigier 56:05' Ryan Keller 58:32' Serge Aubin |               |

| 28. prosince 2007 15:00 | HC Davos | 1–3             | HC Moeller Pardubice | Vaillant Arena |
|                         | HC Davos | (0:1, 0:1, 1:1) | HC Moeller Pardubice |                |

| Souhrn zápasu | Souhrn zápasu       | Souhrn zápasu | Souhrn zápasu                                                 | Souhrn zápasu |
| ------------- | ------------------- | ------------- | ------------------------------------------------------------- | ------------- |
|               | 48:13' Juraj Kolník |               | 2:44' Tomáš Rolinek 21:32' Miroslav Hlinka 51:46' Libor Pivko |               |

| 28. prosince 2007 20:15 | Adler Mannheim | 1–6             | Salavat Julajev Ufa | Vaillant Arena |
|                         | Adler Mannheim | (1:2, 0:2, 0:2) | Salavat Julajev Ufa |                |

| Souhrn zápasu | Souhrn zápasu      | Souhrn zápasu | Souhrn zápasu | Souhrn zápasu |
| ------------- | ------------------ | ------------- | --- | ------------- |
|               | 0:35' Colin Forbes |               | 15:52' Michail Černov 16:37' Kirill Kolcov 25:03' Andrej Siďjakin 27:52' Andrej Kutějkin 44:27' Alexej Škotov 53:33' Vitalij Proškin |               |

| 29. prosince 2007 15:00 | Salavat Julajev Ufa | 2–3             | Kanada | Vaillant Arena |
|                         | Salavat Julajev Ufa | (1:2, 1:0, 0:1) | Kanada |                |

| Souhrn zápasu | Souhrn zápasu                                  | Souhrn zápasu | Souhrn zápasu                                                 | Souhrn zápasu |
| ------------- | ---------------------------------------------- | ------------- | ------------------------------------------------------------- | ------------- |
|               | 13:16' Andrej Kutějkin 24:04' Oleg Tverdovskij |               | 14:19' Yves Sarault 15:04' Simon Gamache 47:07' Dale McTavish |               |

| 29. prosince 2007 20:15 | HC Moeller Pardubice | 3–4             | Adler Mannheim | Vaillant Arena |
|                         | HC Moeller Pardubice | (2:0, 1:3, 0:1) | Adler Mannheim |                |

| Souhrn zápasu | Souhrn zápasu                                                   | Souhrn zápasu | Souhrn zápasu                                                                         | Souhrn zápasu |
| ------------- | --------------------------------------------------------------- | ------------- | ------------------------------------------------------------------------------------- | ------------- |
|               | 13:34' Jiří Cetkovský 18:54' Michal Klejna 34:41' Tomáš Rolinek |               | 26:29' Rick Girard 28:23' Philipp Schlager 35:56' Rico Fata 44:41' Eduard Lewandowski |               |

| 30. prosince 2007 15:00 | Kanada | 4–2             | Adler Mannheim | Vaillant Arena |
|                         | Kanada | (0:1, 2:0, 2:1) | Adler Mannheim |                |

| Souhrn zápasu | Souhrn zápasu                                                                    | Souhrn zápasu | Souhrn zápasu                               | Souhrn zápasu |
| ------------- | -------------------------------------------------------------------------------- | ------------- | ------------------------------------------- | ------------- |
|               | 22:34' Ryan Keller 31:40' André Benoit 44:19' Dale McTavish 49:00' Simon Gamache |               | 16:39' Colin Forbes 40:44' Pascal Trepanier |               |

| 30. prosince 2007 20:15 | Salavat Julajev Ufa | 5–6             | HC Davos | Vaillant Arena |
|                         | Salavat Julajev Ufa | (3:1, 0:2, 2:3) | HC Davos |                |

| Souhrn zápasu | Souhrn zápasu | Souhrn zápasu | Souhrn zápasu | Souhrn zápasu |
| ------------- | --- | ------------- | --- | ------------- |
|               | 1:19' Alexandr Perežogin 6:00' Ruslan Nurtdinov 8:57' Stanislav Čistov 53:37' Michail Černov 53:51' Miroslav Blaťák |               | 7:57' Nick Naumenko 22:55' Josef Marha 35:54' Loïc Burkhalter 44:23' Josef Marha 45:27' Michel Riesen 57:24' Josef Marha |               |

### Finále
| 31. prosince 2007 12:00 | Kanada | 2–1             | Salavat Julajev Ufa | Vaillant Arena |
|                         | Kanada | (0:0, 2:1, 0:0) | Salavat Julajev Ufa |                |

| Souhrn zápasu | Souhrn zápasu                       | Souhrn zápasu | Souhrn zápasu              | Souhrn zápasu |
| ------------- | ----------------------------------- | ------------- | -------------------------- | ------------- |
|               | 27:00' Kirby Law 30:05' Ryan Keller |               | 29:35' Alexander Perežogin |               |